# Blue Lightning
Blue Lightning is een computerspel dat werd ontwikkeld door Epyx en uitgegeven door Atari Corporation. Het actiespel kwam uit voor de Atari Jaguar. De speler speelt een gevechtspiloot van de Amerikaanse Blue Lightning formatie. Het doel van het spel is van continent naar continent te reizen om generaal Drako en halt toe te roepen. In het spel kan de speler kiezen uit zeven vliegtuigen. Ook heeft het spel verschillende missies. Het spel heeft meerdere perspectieven, namelijk in de cockpit en in de derde persoon van achter het vliegtuig.

## Platforms
| Jaar | Platform |
| ---- | -------- |
| 1989 | Lynx     |
| 1995 | Jaguar   |

## Ontvangst
| Beoordeeld door                     | Platform | Datum           | Score |
| ----------------------------------- | -------- | --------------- | ----- |
| IGN                                 | Lynx     | 6 juli 1999     | 90%   |
| ST Action                           | Lynx     | november 1991   | 87%   |
| neXGam                              | Lynx     | 2007            | 84%   |
| Power Play                          | Lynx     | februari 1990   | 75%   |
| GameFan Magazine                    | Jaguar   | september 1995  | 71%   |
| GamePro (USA)                       | Jaguar   | oktober 1995    | 50%   |
| neXGam                              | Jaguar   | 1995            | 42%   |
| Electronic Gaming Monthly (EGM)     | Jaguar   | december 1995   | 23%   |
| The Video Game Critic               | Jaguar   | 18 oktober 2000 | 16%   |
| Digital Press - Classic Video Games | Jaguar   | 4 december 2004 | 10%   |